# Chabanais
Chabanais ist eine französische Gemeinde mit 1564 Einwohnern (Stand 1. Januar 2022) im Département Charente in der Region Nouvelle-Aquitaine; sie gehört zum Arrondissement Confolens und zum Kanton Charente-Vienne.
Nachbargemeinden von Chabanais sind Chirac im Norden, Étagnac im Osten, Chassenon im Südosten, Pressignac im Süden, Vanzac und Saint-Quentin-sur-Charente im Südwesten und Exideuil-sur-Vienne im Westen.

## Bevölkerungsentwicklung
- 1962: 2164
- 1968: 2439
- 1975: 2434
- 1982: 2242
- 1990: 2107
- 1999: 1941
- 2007: 1885
- 2016: 1693

## Sehenswürdigkeiten
- Pfarrkirche Saint-Sébastien
- Kirche Saint-Pierre
- Kirchturm Saint-Michel
- Priorat Notre-Dame im Ortsteil Grenord
- Arboretum du Chêne-Vert

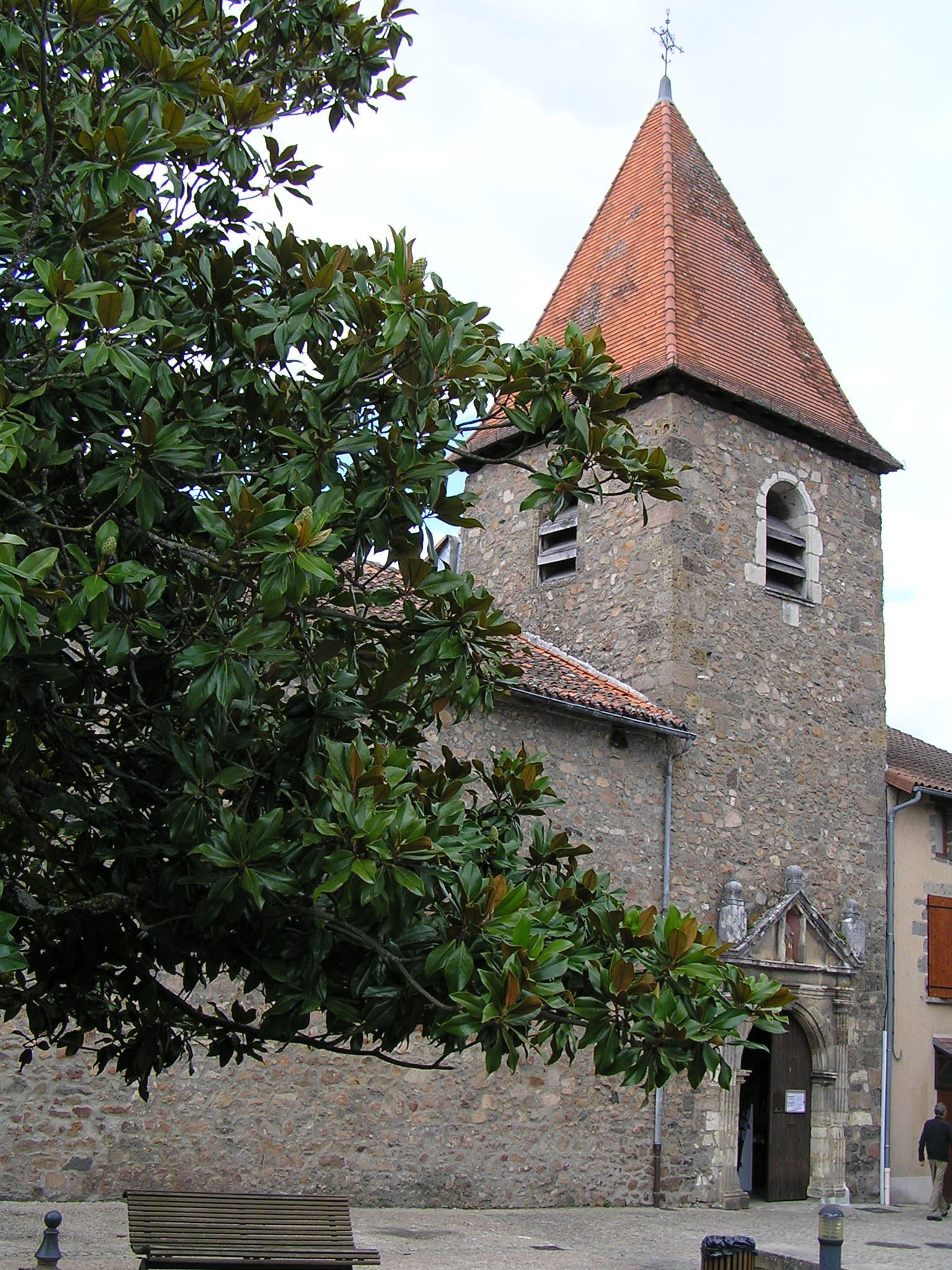
Saint-Pierre
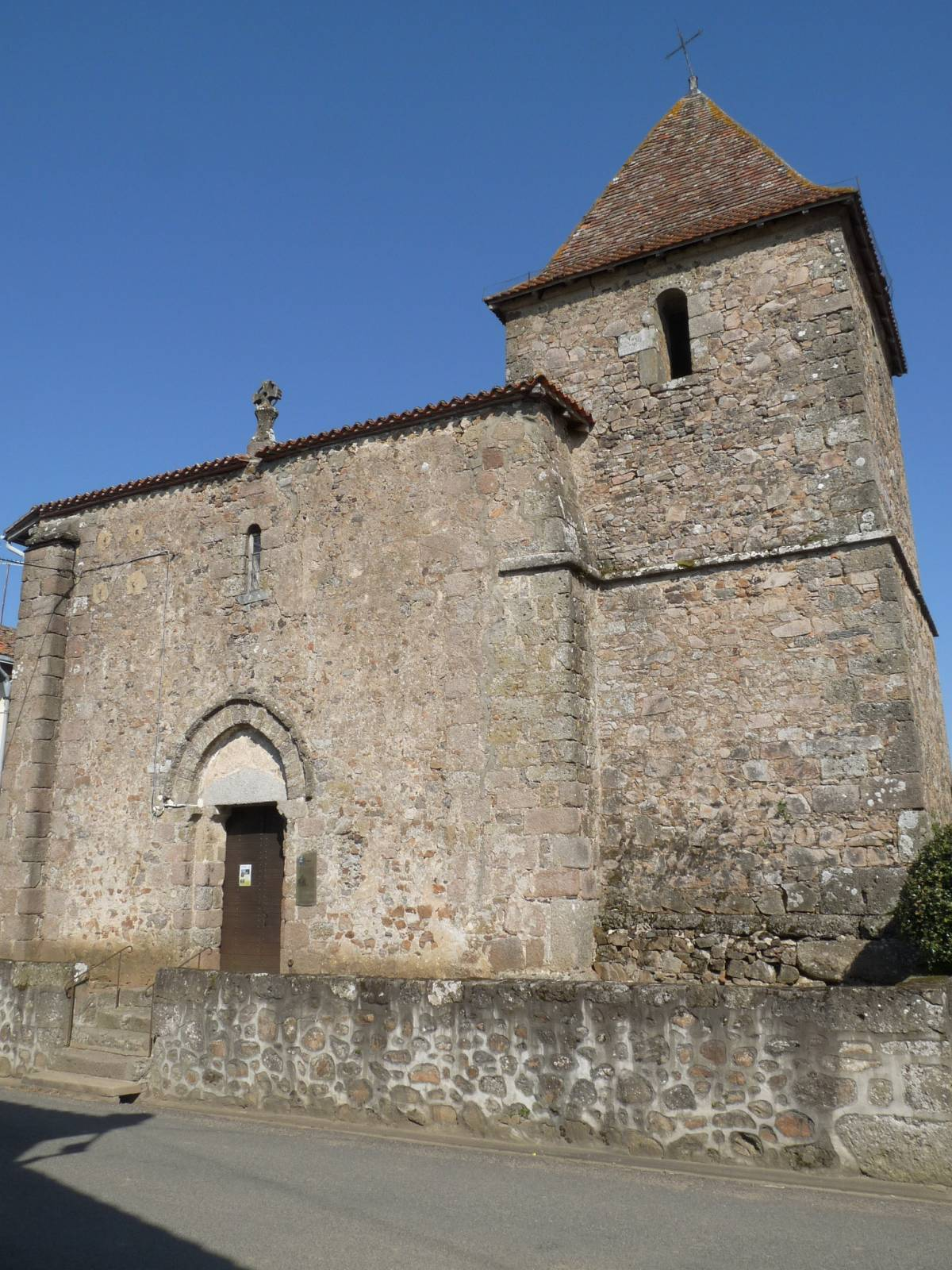
Notre-Dame

## Persönlichkeiten
- Die Familie Colbert, in der Titel eines Marquis de Chabanais geführt wurde
- Jean-Baptiste de La Quintinie (1626–1688), Jurist
- Pierre Antoine Dupont-Chaumont (1759–1838), General
- Pierre Dupont de Poursat (1761–1835), Bischof von Coutances
- Pierre Dupont de l’Étang (1765–1840), General und Kriegsminister
- Die Vorfahren mütterlicherseits des Staatspräsidenten Sadi Carnot (1837–1894)
- Michel Boutant (* 1956), Politiker

## Städtepartnerschaften
- Giesen (Niedersachsen)
- Forfar (Schottland)